# Paulisentis fractus
Paulisentis fractus är en hakmaskart som beskrevs av Van Cleave och Bangham 1949. Paulisentis fractus ingår i släktet Paulisentis och familjen Neoechinorhynchidae. Inga underarter finns listade i Catalogue of Life.